# Tocca il cielo
Tocca il cielo è il quarto album in studio del gruppo musicale italiano Bnkr44, pubblicato il 4 aprile 2025.

## Descrizione
Il quarto disco ufficiale dei Bnkr44 è stato pubblicato il 4 aprile 2025, giorno del quinto anniversario del gruppo di Empoli.

## Tracce
1. Capolavoro – 3:18
2. Spa cabaret – 3:31
3. Wow – 2:50
4. Right Way – 3:27
5. Skyline – 3:16
6. Club 44 (feat. Ele A) – 2:45
7. Ma che idea (feat. Pino D'Angiò) – 3:46
8. Inchiostro e big babol – 3:15
9. Miglior nemico – 3:14
10. Nero mascara – 3:29
11. (Okkey!!!) – 2:20
12. Castello d'oro – 2:49
13. Non è solo sangue – 2:13
14. Ologramma (feat. 18K) – 2:32
15. Governo punk – 3:25
16. Mare di chiodi (feat. Emma Nolde & Tedua) – 3:41
17. Tocca il cielo – 2:56

Traccia esclusiva della riedizione digitale
1. Luna rossa – 2:40

## Classifiche
| Classifica (2025) | Posizione massima |
| ----------------- | ----------------- |
| Italia            | 14                |